# Pulversheim
Pulversheim là một xã ở tỉnh Haut-Rhin trong vùng Grand Est ở đông bắc Pháp. Xã này có diện tích 8,56 km², dân số năm 1999 là 1919 người. Khu vực này có độ cao 235 mét trên mực nước biển.